# 真田くノ一忍法伝 かすみ
『真田くノ一忍法伝 かすみ』（さなだくのいちにんぽうでん かすみ）は、日本の漫画。原作：神林洋司、作画：平野仁。映画やVシネマ化もされている。2003年から2005年にかけて『漫画大衆デラックス』、『漫画大衆』（共に双葉社刊）に合計25回連載された。神林洋司は漫画家・浅田圭の別名義。

## あらすじ
時は戦国時代末期。領主であった父・羽根宗右衛門を真田幸村に討たれたかすみは、弟・光太郎と共に幸村に引き取られる。そして5年後。かすみは頭領・夢風の下で様々な忍術を学び、真田くノ一となった。亡き父に託された羽根家の再興を夢みて、かすみは服部半蔵率いる徳川方の忍者や数々の強敵と戦っていく。

## 登場人物
かすみ
十一歳の時に父・羽根宗右衛門を討たれ、弟・光太郎と共に幸村に引き取られた。夢風の下で五年間修行を積み、腕利きの真田くノ一として活躍する。いつの日か羽根家を再興するため、あえて自分の感情を殺し父の仇である幸村に仕えている。得意技は「忍法吹雪崩し」「忍法ひよどり」「忍法むささび崩し」など。
原作の神林洋司はVシネマ版6作目に出演した亜紗美を｢かすみのイメージに合う｣と語っている。
名前について神林は、「どこかに強さを秘めた名前でないといけないから」と思いながら桔梗、茜といろいろ考えているうちに、この名前が浮かんだとのこと。神林はくノ一の少女を主役にした漫画『あずみ』のことを知らず、第1話の原稿を渡したあとでこの作品を知ったという。ヒロインの名前が似ているので「これはまずいだろう」と思い、編集長に電話したが「いいでしょう。内容はぜんぜん違うんだし」ということでそのまま採用となった（ブログでのコメントより）。
光太郎
羽根家の世継。普段はかすみと離れて領内の農家で暮らしている。唯一の肉親であるかすみを慕っている。かすみは夢風の許しが無ければ光太郎に会うことができない。
夢風(むふう)
真田忍群頭領。眉間にイボがある小柄な老人で、かすみにあらゆる忍術・房中術を教えた。一見柔和だが厳しい掟で真田忍群を統括している。「忍びとは非情なものよ　仏に会うたら仏を殺す！」「霊魂こそがわが本体なり　心も躰も道具にすぎぬ　借りモノなり」という忍びの心得をかすみに説く。
Vシネマ版では第1作から高岡政人が演じ続けている。
ハヤテ
服部半蔵配下の伊賀忍者・黒木陣内に飼われている忍犬。当初は敵だったが、かすみに命を救われて以来仲間となる。
Vシネマ版では犬に育てられた野生児という設定に変更された。5作目でかすみをかばい絶命。
真田幸村
真田家を束ねる青年武将。かつて自分に反抗した羽根宗右衛門を討った時、幼い光太郎をかばって刀を構えるかすみのすさまじい気迫に惚れ込んで二人を自分の許に引き取った。かすみを信頼している。
Vシネマ版ではかすみと何度も関係を持つ。
徳じい
巻の八に登場。上田城下はずれの長屋に住む引退した元・忍び。甲賀の出身。豊富な知識と経験を持ち、かすみに飛行術を教える。
Vシネマ版では光太郎のお守り役として登場。
琢磨
巻の十一に登場。真田家の忍術師範。「隠れ無双」を得意とする。抜群の腕を持ちながら夜目が利かないという忍びとして致命的な欠点があり、任務をこなすことはできない。徳川方のくノ一によって阿片中毒にされてしまい、真田を裏切る。
Vシネマ版では目の病を患っているという設定に変更された。
服部半蔵
巻の四・十二・二十二に登場。徳川忍者軍団頭領。配下の忍者を使い、様々な手段で真田を攻撃する。
Vシネマ版では病身の妹・小百合がおり、5作目でかすみに倒されて弟・乱丸が二代目半蔵を継いでいる。
佐々木小次郎
巻の十に登場。傷ついたかすみを助けて徳川忍者と戦う中で必殺技「つばめ返し」を完成させる。
Vシネマ版3作目ではキャラクターそのものが宮本武蔵に変更された。
猿飛佐助
巻の十六に登場。本名・佐吉。三年前、天守閣から落ちる勝三を救えなかったショックで重度の高所恐怖症となり、鍛冶職人として暮らしている。かすみと共に任務をこなすことで自信を取り戻してゆく。
Vシネマ版では引退した理由が「恋人であるくノ一・桜を敵に殺された」ことに変更されている。
宮本武蔵
巻の二十四に登場。

## 作中に登場する技・術・武器
忍法吹雪崩し
懐に忍ばせた細かい半紙を風上からばらまいて相手の目をくらまし、その隙に斬る。
忍法ひよどり
2人で一直線になって相手を攻撃し、1人目が攻撃している間に2人目がその背をジャンプ台にして飛び上がり、上方から相手に手裏剣を投げる。
忍法むささび崩し
ふわりと垂直に飛び上がって攻撃してくる相手をかわし、上から組みついて刺す。
空蝉の術
狙う相手の屋敷に忍び込み、気配を殺し全身を耳にして情報を探る。
飛行術
組み上げた竹竿に二重にした布団布を貼ってハンググライダーを作り、空を飛ぶ。成功率は四割。
傀儡の術
小柄な男を子供に変装させて、子供と思い油断した相手を暗殺させる。
隠れ無双
忍術師範・琢磨が編み出した技。腰を落として左手を前にかざし、逆手に構えた脇差を背中に隠す独特の構えをとる。切先が見えず剣がどこからくるか予測できないため、相手は困惑する。
投げ釣り殺法
釣竿の先に包丁を結びつけて操り、遠方から相手の頚動脈を斬る。
伊賀忍剣
大刀と小刀の柄を連結して双頭刃の刀を作り、それを回転させて戦う。自分が斬られても返す刀で敵を斬るという相打ち剣。
連発銃
リボルバーのような回転型弾倉を備えた連発式鉄砲。鉄砲鍛冶・信助が製作した。
仮死の薬
徳じいの作った薬。これを飲むと呼吸が止まり仮死状態になって敵の目をあざむける。

## Vシネマ版に登場する技・術 ・武器
忍法かわせみ
高くジャンプして相手を飛び越し、脳天に刀を突き立てる。1作目でかすみが使用。
絞殺技
川に落ちて濡れたふんどしを拾い上げてその一端を敵の顔面にぶつけ、ひるんだ隙に素早く首に回して絞め殺す。8作目でかすみが使用。
秘剣・流れ星
琢磨の「隠れ無双」を破るために無風が編み出した技。逆手に持った刀を地面に向けて構え、相手の剣を避けつつ刀から手を放し、落下してくる刀を左手で持ち直して低い姿勢から横なぎに斬る。
気功術
身体を瞬間的に硬質化して相手の剣による攻撃を無力化する。鬼一家・鬼坊主が使う。
吹き矢型鉄砲
銃身を四つ束ねた小型の鉄砲。吹き矢のように吹くと着火して弾丸が飛び出す。伊賀くノ一・矢射が使用。
夜隠れの術
天候を変えて周囲を夜のような暗さにして相手を惑わす。伊賀くノ一・矢射が使用。
忍法縛煙陣（にんぽう・ばくえんじん）
特殊な線香を相手の周囲に打ち込んで自由を奪う。はぐれ甲賀軍団・邪香が使う技。邪香の持つ線香には以下の種類がある。
蛇身香（じゃしんこう）
身体の自由を奪う麻痺効果のある香りを放つ。
死線香（しせんこう）
致死性のある毒の香りを放つ。
傀儡香（くぐつこう）
相手を催眠状態にする香りを放つ。
淫夢香（いんむこう）
催淫効果のある香りを放つ。
土円陣（どえんじん）
土中を自在に移動しながら刀を突き立てて相手を攻撃し、注意を地面に引きつけている隙に地上に出て相手の背後に回る。はぐれ甲賀軍団・無影の得意技。

## 各話タイトル
『漫画大衆デラックス』2003年4月～2004年12月号連載。その後Ｖシネマ化に合わせて続編が『漫画大衆』2005年9月～12月号に連載された。17話以降は単行本未収録となっている。
| 話 数      | タイトル           | 内 容 |
| ---------- | ------------------ | --- |
| 巻の一     | くノ一かすみ誕生   | 父を討たれ幸村に引き取られたかすみは師・夢風の下で忍術を学ぶ。そして五年後、くノ一としての初任務が与えられる。 |
| 巻の二     | 出会い茶屋         | かすみと仲の良い団子屋の女将・茜は徳川方の忍者だった。かすみは真田家の機密文書を盗んで逃亡する茜を追う。       |
| 巻の三     | 空蝉(うつせみ)     | 真田家と同盟を結ぶ土岐家を徳川方に寝返らせようと企む青柳壮十郎。かすみは剣の達人である壮十郎を倒せるのか？     |
| 巻の四     | 忍犬疾(はし)る     | 真田家に仕官した黒木陣内は実は服部半蔵配下の忍者。陣内の操る忍犬ハヤテが幸村の居城・上田城の抜け穴を探索する。 |
| 巻の五     | 替玉               | 徳川方の間者は真田家の家臣・飯田正志朗を殺して入れ替わり、再び上田城の抜け穴を探ろうとする。                   |
| 巻の六     | 羽衣の滝の天女     | 隣国・小諸の仙石家の領地に潜入したかすみ。かすみは負傷しているところを旅籠の若旦那・伸吾に救われる。           |
| 巻の七     | 傀儡(くぐつ)のお蓮 | 徳川方に金で雇われた忍者・傀儡のお蓮は謎の忍法で真田家の家臣を暗殺してゆく。                                   |
| 巻の八     | 天狗の行方         | 毒を盛られた幸村の命はあと二日。かすみは解毒剤を手に入れるため、隣国・仙石家の領内に潜入する。                 |
| 巻の九     | 般若の刺客         | 真田家の家臣が連続して暗殺される。犯人の楓と市蔵はかすみと同じく真田に滅ぼされた黒木一族の生き残りだった。     |
| 巻の十     | つばめの剣士       | かすみは相模の国に潜入し、毒の刃に傷ついて倒れる。しかし若き日の佐々木小次郎がかすみを救って戦う。             |
| 巻の十一   | 隠れ無双           | 忍術師範・琢磨は下女に化けた徳川くノ一に阿片中毒にされてしまう。阿片欲しさに琢磨は大阪城の絵図面を盗み出す。   |
| 巻の十二   | 暗闘！大坂城       | 幸村と共に大坂城に入ったかすみは、家康の命を受けて豊臣秀頼を暗殺しようとする服部半蔵と対決する。               |
| 巻の十三   | 捕らわれた幸村     | 小菅家を訪ねた幸村は家臣殺害の嫌疑をかけられ処刑されることに。かすみは真犯人を捕らえることができるのか？       |
| 巻の十四   | 野望の連発銃       | 新型連発銃を開発した鉄砲鍛冶・信助は徳川家に仕官を望むが、徳川方は信助を殺して鉄砲を奪おうとする。             |
| 巻の十五   | 闇の村             | 徳川方は奥沢村の住民を全員殺して入れ替わり、練兵のために各地の村を回る幸村暗殺を企む。                         |
| 巻の十六   | 勇士誕生           | トラウマから重度の高所恐怖症となり、忍びとして働けなくなった佐吉。かすみは佐吉を復帰させようとする。           |
| 巻の十七   | 川止めの宿         | |
| 巻の十八   | 震える手           | |
| 巻の十九   | 爆風               | |
| 巻の二十   | 峠越え             | |
| 巻の二十一 | 関ヶ原前夜         | |
| 巻の二十二 | 裸身の潜入         | 真田昌幸が残した五巻の軍略書。黒田城主・一柳直盛の手の内にある火の巻を取り返すべく、かすみが潜入する。         |
| 巻の二十三 | 野望の城           | |
| 巻の二十四 | 武蔵異聞           | |
| 巻の二十五 | 誓いの明日         | |

## 単行本
- 第1巻 2004年2月10日初版　ISBN 4-575-82927-7
- 第2巻 2005年12月12日初版　ISBN 4-575-83167-0

## Vシネマ
TMCで映像化。公式サイトにおける第3作の作品紹介で「官能時代劇」とあるように、官能的なシーンを見せ場としており主人公のかすみ役やゲストの女性キャラクターには人気AV女優を起用している。

### 真田くノ一忍法伝 かすみ
Vシネマ版第1作。原作エピソードの巻の一・二・六・七を再構成して映像化。「Lady Ninja Kasumi Vol.1」として北米版DVDも発売された。また連動企画として撮影用衣装を流用した映美の撮り下ろしヌードグラビア（撮影・小林旭日）が「漫画大衆」2005年9月号に掲載された。
スタッフ・作品データ
- 発売 ： 2005年9月22日
- 品番 ： DJM-006
- 収録時間 ： 本編75分＋特典映像28分
- 製作 ： 梅津昭彦
- 企画 ： 井手正明
- プロデューサー ： 笠原唯央
- 監督 ： かわさきひろゆき
- 脚本 ： かわさきりぼん
- 撮影 ： 岩崎智之
- 音楽 ： 秋山裕和・油井誠志
- スタント・殺陣 ： 吉沢キヨ
- 衣装 ： 三谷彩子
- 制作協力：サイデイレク
- 製作： ジャンクフィルム

キャスト
- かすみ ： 映美、らんこ（少女時代）
- 傀儡（くぐつ）のお蓮 ： あんずさき
- 茜 ： 間宮結
- 夢風 ： 高岡政人
- 真田幸村 ： 佐藤英樹
- 真田忍者・影猿 ： 前田広治
- 光太郎 ： 本城竜太
- 伸吾 ： 重松伴武
- 小十郎 ： 銀次
- 円月 ： 豊永伸一郎
- 白牙隊首領・板垣重蔵 ： 今井彰一
- 白牙隊副首領・小向伝助 ： 前田万吉

### 真田くノ一忍法伝 かすみ 愛と裏切りの絆
Vシネマ版第2作。原作エピソードの巻の三・四・五を再構成して映像化。1作目から2年後という設定で、かすみの相棒・ハヤテが初登場。予告編やエンドタイトルに流れるテーマ曲「KASUMI」は以降の作品でも毎回使用されている。「Lady Ninja Kasumi Vol.2 ：  Love And Betrayal」として北米版DVDも発売された。
スタッフ・作品データ
- 発売 ： 2006年3月23日
- 品番 ： DJM-010
- 収録時間 ： 本編75分＋特典映像25分
- 製作 ： 梅津昭彦
- 企画 ： 井手正明
- プロデューサー ： 笠原唯央
- 監督 ： かわさきひろゆき
- 脚本 ： かわさきりぼん
- 撮影 ： 百瀬修司
- 衣装 ： 三谷彩子・川崎美幸
- 音楽 ： 秋山裕和・油井誠志
- エンディングテーマ ： 「KASUMI」　唄・作詞　MAYUMI　作曲・編曲　GEORGE
- 製作： ジャンクフィルム

キャスト
- かすみ ： 桃瀬えみる
- 小袖 ： 西野翔
- 芥子(あくた) ： 春咲いつか
- 夢風 ： 高岡政人
- ハヤテ ： 前田広治
- 真田幸村 ： 佐藤英樹
- 服部半蔵 ： 豊永伸一郎
- 黒木陣内 ： 若林立夫
- 飯田正志郎 ： 石井英登
- 末吉 ： 森章二（特別出演）

### 真田くノ一忍法伝 かすみ 武蔵!奥義開眼
Vシネマ版第3作。原作は巻の十・二十二・二十四。脚本は小松公典に交代、オリジナルの敵キャラを登場させ忍者バトルを強調するようになる。06年10月に「猥褻くノ一忍法伝　かすみ3　性奥義開眼」のタイトルでCS放送。「Lady Ninja Kasumi Vol.3 ：  Secret Skills」として北米版DVDも発売された。また連動企画として撮影用衣装を流用した秋月まりんの撮り下ろしヌードグラビア（撮影・旭日）が「週刊大衆」2006年9/18号に掲載された。
スタッフ・作品データ
- 発売 ： 2006年10月24日
- 品番 ： DJM-011
- 収録時間 ： 本編75分＋特典映像20分
- 製作 ： 梅津昭彦
- 企画 ： 井手 正明
- プロデューサー ： 福井康人
- 監督 ： かわさきひろゆき
- 脚本 ： 小松公典
- 撮影 ： 百瀬修司
- 衣装 ： 川崎美幸
- 殺陣 ： 吉沢キヨ
- 音楽 ： 秋山裕和・油井誠志
- ナレーション ： 小林珠里
- 音楽 ： 秋山裕和・油井誠志
- 制作： ジャンクフィルム

キャスト
- かすみ ： 秋月まりん
- 夢風 ： 高岡政人
- ハヤテ ： 前田広治
- 佐助 ： 前田万吉
- 宮本武蔵 ： 岡田智宏
- 涼風 ： 吉沢キヨ
- 魔風(まかぜ) ： 中野小百合
- 斬風(きりかぜ) ： 丸山純
- 服部半蔵 ： 幸将司
- 鬼一家・鬼丸 ： 町田政則
- 鬼一家・鬼姫 ： 佐倉美代子
- 鬼一家・鬼坊主 ： 柳東史
- 牙次(きばじ) ： 小川真澄
- 山中多門 ： 本間修一郎
- 小太郎 ： 広正翼
- 一柳盛直 ： しん

### 真田くノ一忍法伝 かすみ 誕生!猿飛佐助
Vシネマ版第4作。原作は巻の十六。かすみが佐助らと共に3年前を回想するという形式で描かれ、かすみがまだ半人前のくノ一だった時代のエピソードとなっている。前作までは主演にAVデビュー前のグラビアアイドルを起用していたが、この作品以降AV女優を起用するようになる。「Lady Ninja Kasumi Vol.4 ： Birth Of A Ninja」として北米版DVDも発売された。
スタッフ・作品データ　
- 発売 ： 2007年9月21日
- 品番 ： DJM-015
- 収録時間 ： 本編75分＋特典映像20分
- 製作： 梅津昭彦
- プロデューサー・監督 ： かわさきひろゆき
- 脚本 ： 小松公典
- 撮影 ： 百瀬修司
- 衣装 ： 川崎美幸
- アクション指導・スタント ： 吉沢季代・米山勇樹
- アクション指導 ： 若林立夫
- VFX ： 荒木憲司
- 音楽 ： 秋山裕和
- かすみのテーマ ： 油井誠志
- 制作： ジャンクフィルム

キャスト
- かすみ ： 吉沢明歩
- 桜： 小宮ゆい
- ハヤテ ： 前田広治
- 佐助（佐吉） ： 前田万吉
- 椿 ： 吉野みほ
- 夢風 ： 高岡政人
- 真田幸村（穴山小助） ： 内田亮一
- 服部半蔵 ： 若林立夫
- 市蔵 ：
- 燐華 ：
- 犬丸 ：
- 猿丸 ：

### 真田くノ一忍法伝 かすみ 服部半蔵の逆襲!
Vシネマ版第5作。前作まで監督を務めてきたかわさきひろゆきがプロデューサーになり、監督は渡辺世紀に交代。原作は巻の十四を元にハヤテ、服部半蔵の死というオリジナルエピソードを加えて制作された。「Lady Ninja Kasumi Vol.5: Counter Attack」として北米版DVDも発売された。
スタッフ・作品データ　
- 発売 ： 2008年3月24日
- 品番 ： DJM-017
- 収録時間 ： 本編78分＋特典映像15分
- 製作 ： 梅津昭彦
- 企画 ： 汐崎隆史
- プロデューサー ： かわさきひろゆき・大高正大
- 監督 ： 渡辺世紀
- 脚本 ： 小松公典
- 撮影 ： 百瀬修司
- 衣装 ： 川崎美幸
- 音楽 ： 秋山裕和・油井誠志
- スタント・殺陣指導 ： 吉沢季代・米山勇樹
- 殺陣指導 ： 若林立夫
- MA・VFX ： 荒木憲司
- 制作 ： ジャンクフィルム

キャスト
- かすみ ： 糸矢めい
- おさわ ： 陽多まり
- ハヤテ ： 前田広治
- 夢風 ： 高岡政人
- 服部半蔵 ： 若林立夫
- 小百合 ： 里見瑶子
- 筧信助 ： 信國輝彦
- 鬼卍 ： 今野哲治
- 毒(ぶす)卍 ： 天野邪子
- 乱丸(二代目半蔵) ： 富永健司
- 穴山小助 ：

### 真田くノ一忍法伝 かすみ 少女戦国史
1作目～3作目を編集した総集編・第1弾。
作品データ　
- 発売 ： 2008年6月23日
- 品番 ： DJM-018
- 収録時間 ： 本編76分

### 真田くノ一忍法伝 かすみ 内乱!幸村暗殺!!
Vシネマ版第6作。原作は巻の十一。殺陣に「たそがれ清兵衛」「ICHI」を担当した久世浩率いる久世七曜会を招聘。槍と鎖鎌を使った殺陣やクライマックスの剣術対決など、アクションシーンにも力を入れている。 
スタッフ・作品データ
- 発売 ： 2008年10月22日
- 品番 ： DJM-019
- 収録時間 ： 本編80分＋特典映像15分
- 製作 ： 梅津昭彦
- 企画 ： 汐崎隆史
- プロデューサー ： かわさきひろゆき・大高正大
- 監督 ： 渡辺世紀
- 脚本 ： 小松公典
- 撮影 ： 百瀬修司
- 殺陣 ： 久世浩（久世七曜会）
- スタント ： 吉沢季代
- 衣装 ： 川崎美幸
- 音楽 ： 秋山裕和
- エンディングテーマ ： 油井誠志
- 制作 ： ジャンクフィルム

キャスト　
- かすみ ： 七海なな
- 綾 ： 亜紗美
- 夢風 ： 高岡政人
- 琢磨 ： さとうとしを
- 由利鎌之助 ： 谷口公一（久世七曜会）
- 伊賀上忍・月心坊 ： 夏坂祐輝（久世七曜会）
- 三好青海入道 ： 妹尾公資
- 三好伊三入道 ： 小林恵（久世七曜会）
- 真田忍者・三蔵 ： 坂上祐哉
- 真田幸村 ： サトーヒデキ
- 山賊首領・天狗丸 ： かわさきひろゆき
- 伊賀上忍・鍔鬼 ： 世志男
- 服部半蔵(二代目) ： 富永健司

### 真田くノ一忍法伝 かすみ 因習の村を斬れ!!
Vシネマ版第7作。原作は巻の十五。休暇をもらったかすみが偶然立ち寄った村で事件に遭遇するという番外編的な内容。前作に引き続き七海なながかすみを演じている。 
スタッフ・作品データ
- 発売 ： 2009年4月3日
- 品番 ： DJM-021
- 収録時間 ： 本編71分＋特典映像15分
- 製作 ： 梅津昭彦
- 企画 ： 汐崎隆史
- プロデューサー ： かわさきひろゆき・大高正大
- 監督・編集 ： 渡辺世紀
- 脚本 ： 小松公典・渡辺世紀
- 撮影 ： 宇佐美裕二
- スタント・殺陣 ： 吉沢季代
- 衣装 ： 川崎美幸
- 音楽 ： 秋山裕和
- エンディングテーマ ： 油井誠志
- 制作 ： ジャンクフィルム

キャスト
- かすみ ： 七海なな
- とよ ： 東野愛鈴
- 与平 ： 石原幸弘
- 村長・弥助 ： 野村貴浩
- 庄屋・欣蔵 ： 天川真澄
- 夢風 ： 高岡政人
- ナレーション ： 里見瑶子
- ？ ： 稲垣由美
- ？ ： 斎木亨子
- ？ ： 江島卓
- ？ ： 森日出海
- ？ ： 林田直樹

### 真田くノ一忍法伝 かすみ 激突!はぐれ甲賀軍団!!
Vシネマ版第8作。監督は世志男に交代。原作エピソードの巻の十三をベースに幸村の兄・信幸が甲賀忍者を率いて挑戦してくるというオリジナルストーリーを加えている。09年10月にはパーフェクト・チョイスで「猥褻くノ一忍法伝　かすみ8　赤ふんどしの性戦」のタイトルで放送された。
スタッフ・作品データ　
- 発売 ： 2009年9月4日
- 品番 ： DJM-022
- 収録時間 ： 本編74分＋特典映像5分
- 製作 ： 梅津昭彦
- 企画 ： 汐崎隆史
- プロデューサー ： かわさきひろゆき
- 監督 ： 世志男
- 脚本 ： 小松公典
- 撮影 ： 大高正大
- 殺陣 ： 三元雅芸
- 衣装 ： 川崎美幸
- スタント ： 高倉亜樹
- 音楽 ： 秋山裕和
- エンディングテーマ ： 油井誠志
- 制作/製作 ： ティーエムシー

キャスト
- かすみ ： 辰巳ゆい
- 真田幸村 ： 三元雅芸
- 小菅隆之 ： 池田ヒトシ
- 小菅新蔵 ： 八田俊介
- しず（静魔） ： 山田慶子
- 甲賀軍団・邪香 ： 倖田李梨
- 甲賀軍団・無影 ： 富永研司
- 甲賀軍団・文蔵 ： 坂田龍平
- 甲賀上忍・僧 ： 宝田雅資
- 伊賀くノ一・矢射（やしゃ） ： 西入美咲
- 光太郎 ： ひびきっく
- 徳さん ： 小松公典
- 真田信幸 ： 徳留英人

### 真田くノ一忍法伝 かすみ 少女秘戯伝説
4作目～6作目を編集した総集編・第2弾。
作品データ　
- 発売 ： 2010年5月7日
- 品番 ： DJM-023
- 収録時間 ： 本編74分